# Pagar Agung (Pseksu)
Pagar Agung is een bestuurslaag in het regentschap Lahat van de provincie Zuid-Sumatra, Indonesië. Pagar Agung telt 834 inwoners (volkstelling 2010).